# Asociación Mineralógica Internacional
La Asociación Internacional de Mineralogía o Asociación Mineralógica Internacional (IMA) es un grupo internacional de 38 sociedades nacionales. El objetivo es promover la ciencia de la mineralogía y normalizar la nomenclatura de los 4.000 minerales más conocidos. El IMA está afiliado a la Unión Internacional de Ciencias Geológicas (UICG). 

## Grupos de Trabajo y Comisiones
La comisión IMA más activa es la "Comisión de nuevos minerales y los nombres de minerales" (CNMMN). Fue fundada en 1959 para coordinar la asignación de nombres de nuevos minerales, la revisión de los nombres existentes y desechar las clases no válidas. En julio de 2006 una fusión entre la CNMMN y la Comisión de Clasificación de los minerales, iniciada a petición de ambas comisiones, se tradujo en la "Comisión de Nuevos Minerales, Nomenclatura y Clasificación" (CNMNC).

## Los miembros de la AMI
A continuación aparecen algunas de las sociedades representadas en el IMA: 
- Sociedad Española de Mineralogía[1]
- Österreichische Mineralogische Gesellschaft
- Sociedade Brasileira de Geología
- Mineralogical Association of Canada
- Société Française de Minéralogie et de Cristallographie
- Deutsche Mineralogische Gesellschaft
- Società Italiana di Mineralogia e Petrologia
- Mineralogical Society of Japan
- Russian Mineralogical Society
- Mineralogical Association of South Africa
- Mineralogical Society of America
- The Swedish Mineralogical Society
- Schweizerische Mineral